# Licodione sintasi
La licodione sintasi è un enzima appartenente alla classe delle ossidoreduttasi, che catalizza la seguente reazione:
liquiritigenina + NADPH + H+ + O2 ⇄ licodione + NADP+ + H2O
L'enzima è una proteina eme-tiolata (P-450). Probabilmente genera 2-idrossiliquiritigenina che spontaneamente forma licodione. NADH può agire al posto del NADPH, ma la reazione è più lenta.